# Фаликман, Ихил Шмулевич
Ихи́л Шму́левич Фа́ликман (1911—1977) — еврейский советский писатель. Писал на идише.

## Биография
Родился 18 (31 декабря) 1911 года в местечке Любар (ныне Житомирская область, Украина) в еврейской семье. Окончил семилетнюю еврейскую школу, учился в Киевской художественной школе. Первая повесть «Степес шитн зих» («Степи осыпаются») опубликована в 1931 году в киевском журнале «Ди Ройтэ Велт». В 1932—1933 годах — в Биробиджане, был среди первых поселенцев города и Еврейской АО. Сотрудник областной газеты «Биробиджанер штерн». Тогда же начал писать очерки и рассказы. Впечатления о жизни на Дальнем Востоке легли в основу книги «Цвишн сопкес» («Среди сопок». Киев, 1937). Повести и новеллы довоенного периода творчества писателя составили книгу «Онгейб Фрилинг» («Начало весны». Киев — Львов, 1940). Член ВКП(б) с 1940 года.
Во время Великой Отечественной войны майор, был редактором армейской газеты «Патриот Родины», фронтовой газеты ЖДВ, печатал фронтовые очерки в газете «Эйникайт» на идиш и русском языке. События военных лет, страдания и мужество людей в годы испытаний нашли отражение в двух его книгах: «Либе ин дер файер» («Любовь в огне», 1943, украинский перевод «Проба огнём», Киев, 1947) и «Менчн фун майн ланд» («Люди моей земли», 1945; авторский перевод на русский язык «Гроза над Тишайший», 1957).
В послевоенное время написал о восстании в Варшавском гетто роман «Ди шайн кумт фун мизрех» («Свет приходит с Востока», 1948, второе издание — Буэнос-Айрес, 1951; в русском переводе — «Обречённые берут оружие», Москва, 1959; украинский язык — Киев, 1962, 1973).
Окончил заочное отделение Киевского педагогического института в 1952 году. В 1955 рекомендовал будущему писателю и поэту М. И. Степанюку отправить своё творчество на конкурс во всесоюзную газету газеты «Гудок».
В 1960-е годы, когда начал издаваться журнал «Советиш геймланд», стал членом редколлегии журнала, публиковал в нем рассказы, повести и романы. В 1968 году вышел роман Фаликмана «Дер шварцер винт» («Чёрный ветер»). Как и предыдущий роман, «Черный ветер» рассказывает о трагических событиях Холокоста. Автор дает яркий обобщенный образ еврейского антинацистского сопротивления. Прозе Фаликмана присущи острый сюжет, напряженный драматизм, романтическая образность.
Произведения Фаликмана неоднократно переводились на другие языки. На русском языке вышел сборник рассказов «Горькое семя» (Москва, 1964), украинском — сборник «Рассказы подполковника Савченко» (Уфа, 1943), «Проба огнём» (Киев, 1947), «Любовь живет в Шварцвальде» (Киев, 1966), «Обречённые берут оружие» (Киев, 1973). Автор книг «Дер уртейл из ойсгефилт» («Приговор приведён в исполнение», 1971), «Файер ун аш» («Огонь и пепел», 1975).
Умер 1 мая 1977 года в Киеве.
Жена — поэтесса Дора Григорьевна (Гиршевна) Хайкина.

## Награды
- орден Отечественной войны II степени (14.4.1945)
- медали